# Святослав Мстиславич (князь новгородский)

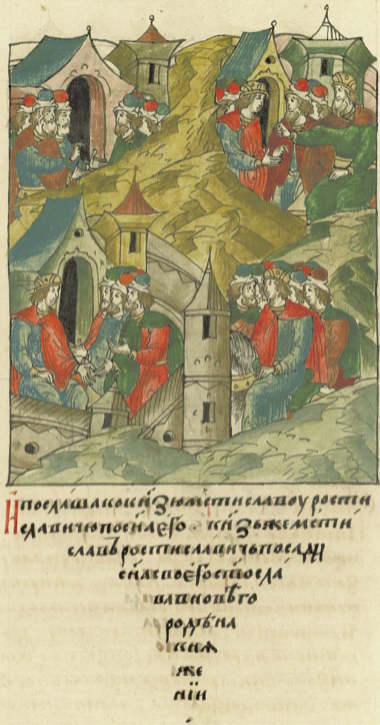
Вокняжение в Новгороде Святослава Мстиславича

Святосла́в Мстисла́вич (ум. после 1176) — сын Мстислава Ростиславича ростовского и новгородского. В ходе борьбы за власть после смерти Андрея Боголюбского был оставлен отцом в Новгороде, когда стало известно о смерти Михаила Юрьевича. Мстислав с ростовцами был разбит Всеволодом Большое Гнездо, но по возвращении в Новгород был изгнан вместе с сыном, на княжение был приглашён Ярослав Мстиславич Красный, сторонник Всеволода.
Мстислав же с братом Ярополком бежали к Глебу рязанскому, женатому на их сестре, но в следующем 1177 году были разбиты Всеволодом на Колокше, взяты в плен и ослеплены.